# うまんが
『うまんが』は、新井理恵による日本の漫画作品。このページでは続編の『ろまんが』についても取り扱う。

## 概要

### うまんが
『別冊少女コミック』（小学館）にて2000年10月号から2002年4月号まで連載され、その後『月刊フラワーズ』（同）へと連載誌を移動し2002年6月号から2003年5月号まで連載された。
作者の作品の特徴である、シュールな長台詞とツッコミ、少女漫画らしからぬ暴力的表現、そして下ネタはこの作品においても健在である。
『うまんが』としての作品は中途半端な形で終わり、スピンオフであり正統な続編である『ろまんが』へと続いていく。

### ろまんが
『月刊フラワーズ』にて2003年6月号から2008年1月号まで連載された。
主人公をコンチキチ、ヒロインを菊花に変えた続編。宝塚家を中心として話が進んでいくが、話は前作から繋がっている。

## ストーリー
小学5年生の少女、有馬皐月は、同じクラスの安田優駿に恋するあまり、馬の姿をした自称妖精の「まくまく」を呼び出してしまう。

## 登場人物
有馬 皐月（ありま さつき）
主人公の少女。小学5年生（作品内で一度年度が変わるが学年は変わらなかった）で11歳。母と高校2年生の兄との3人暮らし。父親は皐月が3歳のときに事故で亡くなっている。優駿に恋している。作品後半では出番が減って行き、とうとうコンチキチに主役を奪われてしまった。名前の由来は有馬記念と皐月賞。
まくまく
馬の姿をした自称妖精。皐月の家に居候することになる。
安田 優駿（やすだ ゆうしゅん）
皐月と同じクラスの少年。将来獣医を目指している。珍獣であるまくまくに興味を持ち、解剖して調べたいと思っている。菊花よりも皐月に好意を持っている。名前の由来は安田記念と日本ダービーの正式名称「東京優駿」。
宝塚 菊花（たからづか きっか）
皐月と同じクラスで、優駿とは幼なじみの少女。優駿に恋している。父親が大企業の社長で家が世界でも一・二を争う大金持ち。葦毛馬のエリザベス（リズ）を飼っている。名前の由来は宝塚記念と菊花賞。
コンチキチ・マチカーナ
宝塚家の使用人。22歳。最初は菊花からはコンチキチと呼ばれていたが、いつの間にかみんなから「コンチ」や「コンチ君」と呼ばれるようになってしまった。仲間内からは「コン吉」と呼ばれている。忙しい菊花の父親に代わり、菊花のことを赤ん坊の頃から愛情やらいろんなものを注ぎ込んで育ててきた。まくまくによれば、彼によって作品内の下ネタの9割が成り立っている。この作品の最後の時点では不能で童貞。続編『ろまんが』の主人公。名前の由来はかつて中央競馬に在籍したサラブレッド「マチカネコンチキチ」（オーナーは細川益男）。
カズミチ
まくまくの幼なじみ。まくまくと同じように馬の姿をしている。作品の前半ではまくまくの話の中にたびたび出てきてはひどい扱いをされていた。カタカナ混じりの文章で話す。モデルはナリタトップロード。
SMオペラオー（エスエムオペラオー）
本名はSpace Master オペラオー（スペースマスターオペラオー）。宇宙征服の野望のために地球にやってきたが、まくまく達と出会うことで、宇宙征服の野望を捨ててまくまくを倒すことに執着するようになる。姿はまくまく達と同じように馬の姿をしている。名前の由来はテイエムオペラオー。
中山 弥生（なかやま やよい）
22年後の未来の世界から来た少女。14歳。もともと人間なのだが、なぜか白い馬の姿をしている。コンチキチの息子の秋華（しゅうか）の婚約者と自称している。名前の由来は中山競馬場と弥生賞。

## コミック
- うまんが （フラワーコミックススペシャル　全3巻／小学館文庫　全2巻）

1. ISBN 4-09-138741-1
2. ISBN 4-09-138742-X
3. ISBN 4-09-138743-8

- ろまんが　（フラワーズコミックス　全5巻）

1. ISBN 4-09-167061-X
2. ISBN 4-09-167062-8
3. ISBN 4-09-167005-9
4. ISBN 978-4-09-167024-3
5. ISBN 978-4-09-167036-6